# Joan Anguera
Joan Anguera i Picanyol (Castellterçol, Moianès, 1947) és un actor, director i pedagog.
Va estudiar magisteri i teatre a l'Escola d'Art Dramàtic Adrià Gual i en els Estudis Nous de Teatre. Posteriorment es va llicenciar a l'Institut del Teatre de Barcelona en art dramàtic (1978). Aquí mateix exercí de professor d'interpretació i de tallers des de 1977 fins al 2008.
El 1967 va fundar el Grup de Teatre Vermex x4, en el qual formà part entre el 1972 i el 1996. També fou el cap visible de La Gàbia Teatre de Vic, on hi ha intervingut en més de quaranta espectacles tan exercint de director com actor entre els quals destaquen Invents a dues veus, de R.Dubillard (1987), i Sr. Picasso C/Montcada 15-17 Barcelona 3, dirigits per Y.Vigatà; Tot esperant Godot (1985) i Fi de partida (1990), de Samuel Beckett, dirigits per Jordi Mesalles, o L'última cinta (1976), també de S.Beckett; La cavalcada sobre el llac de Constanza (1980), de P.Handke, i El cant del Boc (1991), de B.Breytenbach, dirigits per ell mateix. També ha estat el director de Duros a quatre pessetes, de S.Rusiñol (1989), i ha intervingut com a actor en els muntatges: Àfrica 30, de M.Sàrrias, dirigida per Toni Casares (1998); Lulú, de F.Wedekind (2001), i La mare Coratge i els seus fills, de B.Brecht (2002), dirigits per M.Gas; Primera història d'Esther (2007), de S.Espriu, sota la direcció d'O.Broggi; Glengarry Glen Ross (2003), de D.Mamet, dirigida per À.Rigola; Yvonne, princesa de Borgonya (2008), de W.Gombrowicz, i Coral romput, de V.Andrés i Estellés, ambdues dirigides per Joan Ollé. També ha interpretat El rei Lear, de Shakespeare (2008), sota la direcció d'O.Broggi.
Ha rebut nombrosos premis de la crítica per les seves interpretacions. També ha exercit de gestor teatral i ha dirigit el Centre del Vallès de l'Institut del Teatre (1996-99), el Centre Dramàtic del Vallès (1996-2001) i la Fira de Teatre al Carrer de Tàrrega (1999-2002).
Entre els anys 1996 i 1999 fou l'ideòleg, creador i dinamitzador de la Companyia Follim-Follam.